# Marguerite Lescop
Marguerite Lescop (* 8. November 1915 in Longueuil als Marguerite Geoffrion; † 3. April 2020 in Montreal) war eine kanadische Autorin und Verlegerin.

## Leben
Marguerite Lescops Autorenkarriere begann nach dem Tod ihres französischen Ehemannes René Lescop. Dieser war Professor am Collège Stanislas in Outremont. Sie begann Schreibkurse zu besuchen und veröffentlichte im Alter von 80 Jahren ihre Autobiografie Le Tour de ma vie en 80 ans im Selbstverlag. Das Buch wurde ein nationaler Erfolg und verkaufte sich über 100.000 Mal in Kanada. Bei der Büchermesse Salon du livre de Montréal wurde es mit dem Publikumspreis ausgezeichnet. Nach diesem Erfolg gründete sie mit éditions Lescop ihren eigenen Verlag und veröffentlichte mit En effeuillant la Marguerite und Les Épîtres de Marguerite noch zwei weitere Bücher.
Im Jahr 2001 wurde sie für ihre Lebensleistung im hohen Alter von der Generalgouverneurin Adrienne Clarkson mit dem Order of Canada ausgezeichnet.
Am 3. April 2020 starb Lescop im Alter von 104 Jahren in einem Montrealer Altenheim während der COVID-19-Pandemie in Kanada an den Folgen einer SARS-CoV-2-Infektion.

## Werke
- Le Tour de ma vie en 80 ans (1996)
- En effeuillant la Marguerite (1998)
- Les Épîtres de Marguerite (2000)
- Nous, les vieux (2006)